# Visual kei
Sous-genres
Angura kei, oshare kei
Genres associés
Heavy metal
Le visual kei (ヴィジュアル系, vijuaru kei, littéralement « style visuel » ou « système visuel », aussi connu sous le terme visual rock) est un mouvement musical japonais, caractérisé par le port de différents niveaux de maquillage, des vêtements élaborés, style venant du Japon ancien, notamment du théâtre Kabuki, où les hommes jouaient les rôles féminins mais pas toujours couplés aux caractéristiques esthétiques androgynes . Cependant, le style vestimentaire reste souvent contradictoire quant aux différents styles de musiques jouées, notamment les musiques électroniques, pop, etc. D'autres sources, ainsi que les membres du mouvement, expliquent que le visual kei n'est pas un genre musical et que la participation liée à la sous-culture est ce qui amplifie l'utilisation du terme,,,.

## Terminologie
Le terme de « visual kei », inspiré du slogan Psychedelic violence crime of visual shock du groupe X Japan, figurant sur leur album intitulé Blue Blood (1989), est lancé en février 1991, et pour la première fois utilisé dans le deuxième numéro du magazine Shoxx dans un article intitulé « VISUAL SHOXX » INVASION rédigé par Tomonori Nagasawa. En réalité le terme est inventé par Seiichi Hoshiko,, qui fut très longtemps le rédacteur en chef de ce magazine et ce depuis sa création. Avant cela, des termes comme visual shoxx (littéralement « choc visuel »), visual shockers (littéralement « ceux qui choquent visuellement ») ou encore visual artist (littéralement « artistes visuels ») sont employés durant une courte période pour parler de façon somme toute très large de l’étendue des groupes de l’époque qui, bien qu’ils jouaient dans des styles musicaux différents, avaient en commun de développer une apparence très forte, inspirée en grande partie des groupes de heavy metal américains et des groupes goth britanniques.

## Histoire

### Prémices
Le visual kei est principalement le rapprochement des scènes heavy metal et positive punk, mais également, dans une certaine mesure, des scènes goth, new wave, hard rock et glam rock car nombre de groupes de ces différents genres avaient pour habitude de jouer ensemble dans des salles de concerts parfois encore bien underground où ils étaient présents sur les mêmes labels.
Avant l’arrivée du terme « visual kei » et pour décrire ces groupes qui, malgré leurs différences de styles aussi bien musicales que visuelles, partageaient les mêmes scènes et jouaient dans les mêmes événements, on[Qui ?] a employé des termes tels que お化粧バンド (okeshou band ; groupes qui se maquillent), 黒服系 (kurofuku kei ; les groupes habillés tout de noir) ou encore 耽美系 (tanbi kei ; les groupes d’une esthétique beauté),  avec des formations telles que EX-ANS, DEAD END, D’erlanger ou Gilles de Rais.

### Années 1980 et 1990

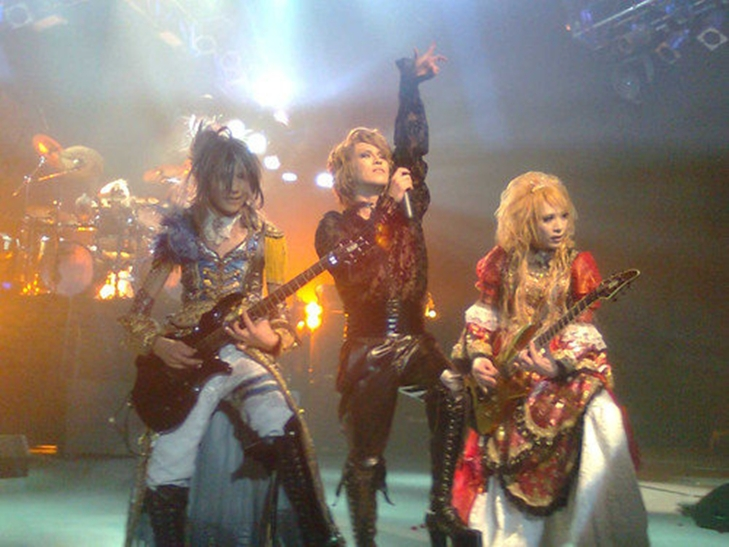
Versailles sur scène en 2010, portant des costumes similaires à ceux du style Rococo français.

Le visual kei émerge au début des années 1980, initialement lancé et composé de groupes tels que X Japan, D'erlanger, Buck-Tick et Color,. Le terme semblerait provenir d'un des slogans du groupe X Japan, « Psychedelic violence crime of visual shock,. » Il existe deux labels discographiques, tous les deux fondés en 1986, ayant aidé la scène visual kei à se populariser : Extasy Records à Tokyo et Free-Will à Osaka.
Extasy est créé par le meneur et batteur du groupe X Japan, Yoshiki, et d'autres groupes musicaux, qui ne sont pas limités à la scène visual kei, qui voulaient marquer l'histoire de la musique japonaise, dont Zi:Kill (en), Tokyo Yankees (en) et Ladies Room. Glay et Luna Sea, ayant vendu des millions d'exemplaires, dont Glay étant l'un des groupes les plus vendeurs au Japon, ont composé leurs albums chez Extasy. Free-Will est fondé par le chanteur et meneur du groupe Color, Dynamite Tommy, à cette époque moins populaire que le label Extasy, avec des groupes tels que By-Sexual (en) et Kamaitachi.
En 1992, X Japan tente de se lancer dans les marchés américains, même en signant avec Atlantic Records pour un album américain, mais rien ne s'est réalisé. Cela a pris 8 années de plus pour populariser les groupes du visual kei à travers le monde. Au milieu des années 1990, le visual kei se popularise massivement au Japon, lorsque des albums visual kei atteignent les charts musicaux,. Les groupes ayant connu le plus de succès en ce temps étaient X Japan, Glay et Luna Sea ; cependant, un changement drastique accompagnera leur popularité. À cette même période, d'autres groupes tels que Kuroyume, Malice Mizer et Penicillin, gagnent en popularité bien que leurs compositions n'aient été un succès commercial. En 1999, la popularité grandissante du visual kei décline ; X Japan et Luna Sea se séparent chacun de leur côté. Plus tard, de nouveaux groupes visual kei font leur apparition dont Dir en Grey, Alice Nine, The Gazette et Phantasmagoria.

## Caractéristique visuelle
Le visual kei est une scène musicale née du regroupement de groupes de différents univers musicaux ayant en commun, sauf exception, la particularité d’avoir un visuel très fort,. D’où la présence, dans cette catégorie, encore actuelle ou de l’époque de la création du nom (visual kei), de groupes tels que Guniw Tools, Kabuki Rocks, Youthquake ou encore Tokyo Yankees, qui n’ont que peu de rapport avec le visual kei.